# (3822) Segovia
(3822) Segovia (1988 DP1) – planetoida z pasa głównego asteroid okrążająca Słońce w ciągu 3,42 lat w średniej odległości 2,27 j.a. Odkrył ją Tsutomu Seki 21 lutego 1988 roku.